# Beaming
Beaming ist ein Album von Tony Oxley. Die im November 2019 in Viersen entstandenen Aufnahmen erschienen 2020 auf Confront Recordings.

## Hintergrund
Seit 2010 sind die Albumveröffentlichungen des Schlagzeugers Tony Oxley (1938–2023) immer seltener geworden, notierte John Eyles. A Birthday Tribute: 75 Years (Incus, 2013) umfasste Live-Aufnahmen aus den Jahren 1977 und 1993 – mit dem Posaunisten Paul Rutherford und dem Gitarristen Derek Bailey, die beide zu diesem Zeitpunkt schon lange nicht mehr lebten – und wurde anlässlich von Oxleys 75. Geburtstag herausgegeben. Das Erscheinen des Albums auf Incus war eine Erinnerung daran, dass Oxley zusammen mit Bailey und Evan Parker Teil des Trios war, das 1970 das einflussreiche Label gegründet hatte. Die Jahre seit 2013 vergingen ohne weitere Veröffentlichungen auf Incus (vermutlich war Oxleys Album das letzte des Labels). Das limitierte Vinyl-Album Ailanthus / Altissima (Triple Point Records, 2010) und die CD Birdland, Neuburg 2011 (Fundacja Słuchaj, 2020), aufgenommen 2008 bzw. 2010, zeigten Oxley im Duo mit dem 2018 verstorbenen Pianisten Cecil Taylor; die beiden spielten gelegentlich zusammen, nachdem sie sich während Taylors berühmtem Berlin-Aufenthalt 1988 kennengelernt hatten.
Schließlich erschien Beaming, das im November 2019 in Oxleys Studio in seinem Haus in Viersen aufgenommen wurde.  Bemerkenswerterweise wird Oxley nicht zugeschrieben, dass er darauf Schlagzeug spielt, schrieb Eyles weiter; stattdessen wurde die akustische Perkussion von Stefan Hölker gespielt, dessen Verbindung zu Oxley bis in die 1990er-Jahre zurückreicht, als er (neben Oxley, Tony Levin und Jo Thönes) einer der vier Schlagzeuger in Oxleys Celebration Orchestra war, das 1994 The Enchanted Messenger (Soul Note, 1995) beim JazzFest in Berlin aufnahm. Anstelle von Schlagzeug wird Oxley „Elektronik und Konzept“ zugeschrieben, wobei zum Konzept gehört, zeitgenössische Improvisationen mit Aufnahmen von Oxley aus dem Jahr 1972 zu kombinieren, die seine „Frames“ spielen. In seinem Buch Improvisation beschrieb Bailey den verstärkten Teil von Oxleys Ausrüstung als „verstärkter Rahmen mit Becken, Drähten, verschiedenen Küchengeräten, Motorgeneratoren, Federn, der mit 3 Kontaktmikrofonen (Eigenbau), 2 Lautstärkepedalen, 1 Oktavsplitter, 1 Kompressor, 1 Ringmodulator und Oszillator, 1 Verstärker und 2 Lautsprechern“ abgenommen und bearbeitet wurde. Er schuf so „verblüffende Klangwelten.“ Das macht deutlich, warum Oxley „Elektronik“ zugeschrieben wird und warum die sechs Titel dieses Albums alle den Titel „Frame“ mit einer Nummer tragen. Die Länge der Stücke variiert zwischen dreieinhalb und insgesamt vierzehneinhalb Minuten.

## Titelliste
- Tony Oxley: Beaming (Confront Recordings)[4]

1. Frame I	14:35
2. Frame II	4:58
3. Frame III	6:02
4. Frame IV	6:20
5. Frame V	3:35
6. Frame VI	14:17

## Rezeption
Obwohl die Bestandteile klar sind – 2019 Oxley, 2019 Hölker, 1972 Frame Recordings –, sei die tatsächliche Methode ihrer Kombination unklarer, sodass es besser erscheint, die Endergebnisse zu schätzen, als tiefer nachzuforschen, schrieb John Eyles in All About Jazz. Obwohl ihre Musik von zwei Schlagzeugern geschaffen wurde, hat sie zwar einen deutlichen Puls, halte sich aber nicht offen an den Takt; stattdessen würden sie mit dem unheimlichen Talent der besten Improvisationsschlagzeuger auf strukturelle Klänge  achten und  gleichzeitig sicherstellen, dass der zugrunde liegende Puls durchgehend implizit bleibe. Die sechs Titel sind so unterschiedlich wie ihre Dauer. Ein Teil dieses Unterschieds ist auf den Inhalt der einzelnen 1972 aufgenommenen Bilder zurückzuführen. Insgesamt funktioniere die Kombination der drei Zutaten gut; sie prallen nie aufeinander oder arbeiten gegeneinander, sondern würden sich zu Klanglandschaften verbinden, die tiefgründig und detailreich sind und sie unendlich faszinierend machen.
Brian Morton bezeichnete das Album im Jazz Journal als „eine bemerkenswerte Leistung“ und erklärte: „Die elektronische Komponente ist so sorgfältig und kohärent programmiert, dass es schwer ist, sie überhaupt als zwei Stimmen zu hören … Diese Stücke haben einen klaren Rhythmus, aber es lässt sich nicht auf herkömmliche Weise zählen. Manchmal ist es kumulativ, manchmal fragmentiert in metrische Zellen; aber es ist immer da und das macht Musik, die sonst vielleicht abstoßend abstrakt wäre, so fesselnd.“
Angefangen bei den anfänglichen Glockenschlägen, zitternden Rasseln, Gongs, Klirren und Klappern sei es unmöglich, Hölkers Beiträge von Oxleys zu trennen, schrieb Michael Rosenstein in Point of Departure. Jede Improvisation würde in eine kollektiv umfassende Klangwelt voller reicher Resonanz und einer Vielzahl von Klangfarben springen. Das Anhören jedes einzelnen Stücks sei so, als würde man in einen Klangstrom eintauchen, während die Musik mit treibender Energie aufwallt ... Diese Veröffentlichung sei wirklich einzigartig in Oxleys expansiver Karriere und es lohne sich, danach zu suchen.
„Wenn man reines Schlagzeugspiel sucht, könnte man hier ein wenig verblüfft sein“, schrieb Mark Keresman in The New York City Jazz Record. „Hier ist es das Zusammenspiel dieser beiden, das die Klangvielfalt hier hervorbringt ….“ Es sei unwahrscheinlich, dass sich viele – sei‘s drum – von der Kunst der rohen Klangalchemie bekehren lassen, aber für diejenigen, die diese Art von Lärm schätzen (oder einfach daran gewöhnt sind), sei es eine Stärkung.